# ドッグ&バタフライ
| 専門評論家によるレビュー      | 専門評論家によるレビュー |
| レビュー・スコア              | レビュー・スコア         |
| 出典                          | 評価                     |
| ----------------------------- | ------------------------ |
| AllMusic                      | [ 2 ]                    |
| Christgau's Record Guide      | C                        |
| PopMatters                    | Unfavorable              |
| Rolling Stone                 | Favorable                |
| The Rolling Stone Album Guide | [ 6 ]                    |

『ドッグ&バタフライ』（Dog & Butterfly）は、1978年4月のバンドの2枚目のアルバム『マガジン』のリリースをめぐるマッシュルーム・レコードとの法廷闘争のあとで1978年9月にポートレイト・レコードからリリースされたアメリカのロックバンド、ハートの4枚目のスタジオアルバム。『ドッグ&バタフライ』はBillboard 200で最高17位に達し、アメリカレコード協会（RIAA）からダブルプラチナの認定を受けた。アルバムからは「ストレイト・オン」と「ドッグ&バタフライ」の2曲がシングルカットされた。
アルバムのリリース時にハート自身が言及したようにA面は「ドッグ」サイドであり、最後の「ミストラル・ウィンド」を除くとB面の「バタフライ」サイドと比べるとよりロック色の強い構成となっている。
1曲目の「クック・ウィズ・ファイア」はライブ録音のように聞こえるが、2004年の再発版CDのライナーノーツには、この曲もアルバムの他の曲と共にシー＝ウェスト・スタジオで録音されたと記載されている。ライブパフォーマンスの観客の歓声はスタジオ録音された曲にオーバーダビングされたものだった。
2004年6月29日にボーナストラック3曲を追加した『ドッグ&バタフライ』のリマスター版がエピック・レコードとレガシー・レコーディングスから発売された。そのうちの1曲、「フィールズ」はのちに作り直され、「ジョニー・ムーン」として1983年のバンドの7枚目のスタジオアルバム『パッション・ワークス』に収録された。

## 収録曲
| #  | タイトル                                     | 作詞・作曲                                                                 | 時間 |
| -- | -------------------------------------------- | -------------------------------------------------------------------------- | ---- |
| 1. | 「クック・ウィズ・ファイア」(Cook with Fire) | A・ウィルソン N・ウィルソン ロジャー・フィッシャー エニス ハワード・リース | 4:57 |
| 2. | 「ハイ・タイム」(High Time)                  |                                                                            | 3:21 |
| 3. | 「ハイジンクス」(Hijinx)                     |                                                                            | 3:30 |
| 4. | 「ストレイト・オン」(Straight On)            |                                                                            | 5:09 |

| #         | タイトル                               | 作詞・作曲                                      | 時間  |
| --------- | -------------------------------------- | ----------------------------------------------- | ----- |
| 5.        | 「ドッグ&バタフライ」(Dog & Butterfly) |                                                 | 5:21  |
| 6.        | 「ライター・タッチ」(Lighter Touch)    |                                                 | 5:03  |
| 7.        | 「ナーダ・ワン」(Nada One)             |                                                 | 5:23  |
| 8.        | 「ミストラル・ウィンド」(Mistral Wind) | A・ウィルソン N・ウィルソン エニス フィッシャー | 6:42  |
| 合計時間: | 合計時間:                              | 合計時間:                                       | 39:26 |

| #         | タイトル                                          | 作詞                        | 作曲・編曲                  | 時間 |
| --------- | ------------------------------------------------- | --------------------------- | --------------------------- | ---- |
| 9.        | 「ハートレス」(Heartless BBCコンサートでのライブ) | A・ウィルソン N・ウィルソン | A・ウィルソン N・ウィルソン | 5:00 |
| 10.       | 「フィールズ」(Feels)                             |                             |                             | 4:53 |
| 11.       | 「ア・リトル・ビット」(A Little Bit)              | N・ウィルソン               | N・ウィルソン               | 0:49 |
| 合計時間: | 合計時間:                                         | 50:08                       |                             |      |

## パーソネル
『ドッグ&バタフライ』のライナーノーツより転載

### ハート
- アン・ウィルソン – リードボーカル(1–6, 8)、チャイム(5)、ピアノ(6)、バックボーカル(7)
- ナンシー・ウィルソン – ブルースハープ(1)、アコースティックギター(2, 4, 7, 8)、バックボーカル(2, 5)、"Hijinx" guitar, "Who's Who" vocals (3)、アコースティックギター（6弦および12弦）(5, 6)、リードボーカル(7)
- ロジャー・フィッシャー – エレキギター(1, 2, 4, 8)、リードギター(3)、Zohn (8)
- ハワード・リース – エレキギター(1, 2, 4, 6)、ムリダンガム（アフリカンコンガ）(1)、バックボーカル(2, 7)、エレキピアノ(3, 8)、"Who's Who" ボーカル(3)、ピアノ(5)、Avatar (6)、管弦編曲、指揮(6, 7)、アコースティックピアノ、モーグ(8)
- スティーヴ・フォッセン – ベース(1, 3–8)、ドーラク（英語版）（インディアンドラム）(1)
- マイケル・デロージャー – ドラムス(1–4, 6–8)、チャイム(8)

### その他のミュージッシャン
- ディック・アダムス – バンド紹介(1)
- スー・エニス（英語版） – ファン・マシーン(7)

### 技術
- マイク・フリッカー – 制作、エンジニア
- ハート – 制作
- マイケル・フィッシャー – 制作
- リック・キーファー – エンジニア
- T・J・ランドン – エンジニア助手
- テリー・ゴットリーブ – エンジニア助手
- アーミン・スタイナー – 弦楽エンジニア
- ジョン・ゴールデン – マスタリング（Kendun Recorders、カリフォルニア州バーバンク)

### 美術
- マイク・ダウド – 美術監督、デザイン
- フー＝トゥン・チェン – イラスト
- フィリップ・チャン – デザイン
- ゲイリー・ヒーリー – 写真

## チャート成績
| チャート（1978年–1979年）                                  | 最高 順位 |
| ---------------------------------------------------------- | --------- |
| オーストラリア・アルバム（ケント・ミュージック・レポート） | 48        |
| カナダ (RPM)                                               | 9         |
| オランダ (MegaCharts)                                      | 46        |
| 日本（オリコン）                                           | 67        |
| US Billboard 200                                           | 17        |

| チャート（1979年）              | 順位 |
| ------------------------------- | ---- |
| カナダ トップアルバム/CD（RPM） | 54   |
| 米国 Billboard 200              | 32   |

## 認定
| 国/地域                    | 認定        | 認定/売上数 |
| -------------------------- | ----------- | ----------- |
| カナダ (Music Canada)      | Platinum    | 100,000^    |
| アメリカ合衆国 (RIAA)      | 2× Platinum | 2,000,000^  |
| ^ 認定のみに基づく出荷枚数 |             |             |